# Сладкая парочка (фильм)
«Сладкая парочка» (англ. The Lovebirds) — американский романтический фильм режиссёра Майкла Шоуолтера. Премьера фильма состоялась на Netflix 22 мая 2020 года. Изначально фильм планировался к выходу в кинотеатрах компанией «Paramount Pictures» 3 апреля 2020 года. Фильм был отложен из-за закрытия кинотеатров пандемией COVID-19 по всему миру. Права фильма были затем проданы Netflix.

## Сюжет
Джибран и Лейлани встречаются в течение нескольких лет. У них сложные отношения и они постоянно ссорятся по различным поводам. По пути на вечеринку они решают расстаться, из-за чего Джибран отвлекается и сбивает велосипедиста. Мужчина отказывается от помощи и в спешке сбегает. К машине подбегает мужчина с усами и, утверждая, что он является полицейским, садится в машину и начинает погоню за велосипедистом. Догнав велосипедиста, мужчина сбивает и переезжает через него несколько раз. Мужчина собирается убить Джибрана и Лейлани, но, услышав полицейские сирены, скрывается. Джибран и Лейлани, считая, что в их историю никто не поверит, решают сами найти преступника.

## В ролях
- Кумэйл Нанджиани — Джибран
- Исса Рэй — Лейлани
- Пол Спаркс
- Анна Кэмп
- Кайл Борнхеймер — Бретт
- Андрин Уорд-Хэммонд

## Критика
На сайте Rotten Tomatoes фильм имеет рейтинг 66 % на основе 160 рецензий критиков со средней оценкой 5,9 из 10. На сайте Metacritic фильм получил оценку 59 из 100 на основе 34 рецензий, что соответствует статусу «смешанные или средние отзывы».